# العروس (مسلسل)
العروس  مسلسل سوري يتناول عدد من العلاقات والسلوكيات الاجتماعية في المجتمع السوري في دمشق سنة 1968، وبعض العادات السلبية، وتأثير هذه العادات والتقاليد والأعراف على المجتمع، يخطب أنور المخادع سعاد التي رفضت خطبة ابن خالتها نزار العائد من السعودية ويخطب نزار رئيفة مع عدم موافقة والدته وتتوالى الأحداث.

## فريق العمل
الإخراج : محمد فردوس أتاسي
قصة وسيناريو وحوار : فرحان بلبل
تصوير : فايز عبد الحكيم
مخرج منفذ : أنطونيو بتريك
إنتاج وتوزيع : شركة الفيحاء

## بطولة
- فاديا خطاب (سعاد)
- جهاد سعد (فؤاد)
- حسن دكاك (مناور)
- ليلى جبر (رئيفة)
- نجاح سفكوني (أنور)
- فائق عرقسوسي
- عمر الجاسر (نزار)
- نبيلة النابلسي (إم نزار )
- أنطوانيت نجيب
- عزة البحرة
- أميمة الطاهر (إم فؤاد)
- ليلى سمور
- زياد سعد
- يارا صبري
- عابد فهد
- فراس إبراهيم
- عدنان بركات (أبو فؤاد)
- سليم كلاس